# O Mar da Tranquilidade (série de televisão)
O Mar da Tranquilidade (em coreano:  고요 의 바다, Goyo-eui bada) é uma série de Suspense e ficção científica sul-coreana de 2021, estrelado por Bae Doona, Gong Yoo e Lee Joon. A série é uma adaptação do curta-metragem homônimo de 2014, escrito e dirigido por Choi Hang-yong, que também dirigiu a série. A série estreou na Netflix em 24 de dezembro de 2021.

## Enredo
Situado em um futuro distópico, quando o planeta sofre com a falta de água e alimentos causada pela desertificação. Han Yun-Jae (Gong Yoo) é um soldado da agência espacial. Ele é selecionado para uma equipe, que inclui Song Ji-An (Bae Doona), para viajar em uma missão perigosa para a Lua. Sua missão é recuperar amostras misteriosas de uma estação de pesquisa abandonada e repleta de segredos.

## Elenco
| Intérprete     | Personagem            |
| -------------- | --------------------- |
| Bae Doona      | Dra. Song Ji-an       |
| Gong Yoo       | Han Yoon-jae          |
| Lee Joon       | Tenente Ryoo Tae-seok |
| Kim Sun-young  | Dra. Hong Ga-Young    |
| Kim Si-A       | Luna 073              |
| Lee Moo-saeng  | Chefe Gong Soo-hyuk   |
| Lee Sung-Wook  | Kim Sun               |
| Choi Yong-Woo  | Lee Gi-su             |
| Jung Soon-Won  | Gong Soo-chan         |
| Cha Rae-Hyoung | E1                    |
| Yoo Hee-je     | E2                    |
| Yu Seong-Ju    | Sr. Hwang             |
| Yoon Hae-ri    | Eun Ji-Young          |
| Heo Sung-tae   | Kim Jae-sun           |
| Gil Hae-yeon   | Diretor Choi          |
| Ahn Dong-goo   | Funcionário           |

## Episódios
| Temporada | Temporada | Episódios | Episódios | Originalmente lançado  |
| --------- | --------- | --------- | --------- | ---------------------- |
|           | 1         | 8         | 8         | 24 de dezembro de 2021 |

### Primeira Temporada (2021)
| N.º na série | N.º na temp. | Título                                | Dirigido por   | Escrito por  | Exibição original      |
| --- | ------------ | ------------------------------------- | -------------- | ------------ | ---------------------- |
| 1 | 1            | "Estação de Pesquisas Lunares Balhae" | Choi Hang-yong | Park Eun-kyo | 24 de dezembro de 2021 |
| A reunião do diretor Choi sobre a missão desagrada Song Jian. A jornada até a estação de pesquisa se mostra uma tarefa difícil para a tripulação.                         |              |                                       |                |              |                        |
| 2 | 2            | "Três Depósitos"                      | Choi Hang-yong | Park Eun-kyo | 24 de dezembro de 2021 |
| As descobertas iniciais da tripulação conflitam com as informações sobre a estação de pesquisa. Em grupos de três, os membros saem em busca da amostra.                   |              |                                       |                |              |                        |
| 3 | 3            | "Causa da Morte"                      | Choi Hang-yong | Park Eun-kyo | 24 de dezembro de 2021 |
| A câmera de Jian captura um momento estarrecedor de vida e morte. Pingando de suor, Gong Soochan dá sinais preocupantes de ter contraído uma infecção incomum.            |              |                                       |                |              |                        |
| 4 | 4            | "A verdade vem à tona"                | Choi Hang-yong | Park Eun-kyo | 24 de dezembro de 2021 |
| Han Yunjae informa o diretor sobre os progressos e ganha acesso a uma área restrita. A tripulação descobre os poderes da amostra e a verdadeira razão por trás da missão. |              |                                       |                |              |                        |
| 5 | 5            | "Depósito Secreto"                    | Choi Hang-yong | Park Eun-kyo | 24 de dezembro de 2021 |
| Jian recebe uma mensagem codificada da irmã e decide procurar Luna no banco de dados. Uma jovem intrusa e um traidor saem das sombras.                                    |              |                                       |                |              |                        |
| 6 | 6            | "A Chave para a Salvação"             | Choi Hang-yong | Park Eun-kyo | 24 de dezembro de 2021 |
| E2, Ryu Taesuk e as amostras desaparecem. Jian vê a intrusa usando um item familiar e a segue pelo sistema de ventilação em busca de respostas.                           |              |                                       |                |              |                        |
| 7 | 7            | "Luna"                                | Choi Hang-yong | Park Eun-kyo | 24 de dezembro de 2021 |
| Jian acessa um disco rígido e descobre documentos sobre o trabalho de Song Wonkyung na estação. O restante da tripulação encontra provas sobre as experiências.           |              |                                       |                |              |                        |
| 8 | 8            | "O Mar Silencioso"                    | Choi Hang-yong | Park Eun-kyo | 24 de dezembro de 2021 |
| Enquanto a estação de pesquisa se desintegra, os sobreviventes da missão correm contra o tempo para salvarem a missão e a si mesmos.                                      |              |                                       |                |              |                        |

## Produção
Em dezembro de 2019, a Netflix anunciou que produziria a série de televisão O Mar da Tranquilidade , adaptada do curta-metragem homônimo de 2014 dirigido por Choi Hang-yong. Ela também dirigirá a série, com Jung Woo-sung como produtor executivo. Em abril de 2020, Bae Doona e Gong Yoo foram escalados para os papéis principais. Em setembro de 2020, eles se juntaram oficialmente a Heo Sung-tae e Lee Moo-saeng.

## Recepção
Caio Coletti do Omelete, afirma que "a nova série coreana da Netflix pode ser lenta em construir o seu drama", mas "retrata uma exploração da mística da infância" e "culmina em uma exploração lírica e imagética de tirar o fôlego desse confronto elemental entre quietude e caos que existe no ser humano". Hiccaro Rodrigues do Estação Nerd, afirmou que a série "conduz com habilidade a sua narrativa" e que "todas as cenas que se passam na lua e onde não se tem a ação de uma gravidade artificial, soam falsas e não possuem qualquer sentido", ademais, "a produção ainda acerta o tom nas diversas críticas feitas a diversos setores da sociedade atual".